# Inspektorat Graniczny Straży Celnej „Wejherowo”

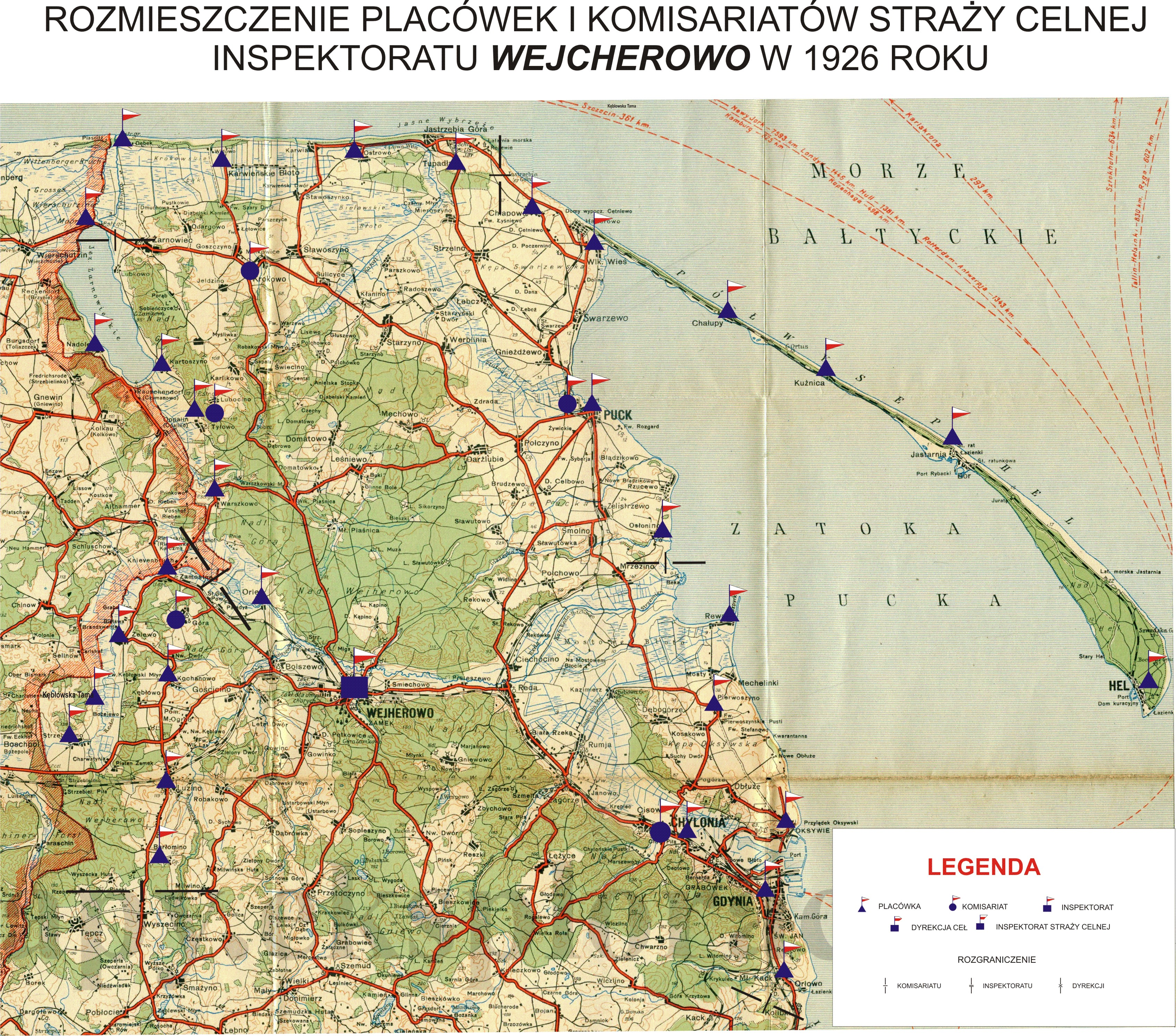
Rozmieszczenie komisariatów i placówek Inspektoratu SC „Wejherowo”

Inspektorat Straży Celnej „Wejherowo” – jednostka organizacyjna Straży Celnej pełniąca służbę ochronną na granicy państwowej w latach 1921–1927.

## Formowanie i zmiany organizacyjne
Na wniosek Ministerstwa Skarbu, uchwałą z 10 marca 1920 roku, powołano do życia Straż Celną. Od połowy 1921 roku jednostki Straży Celnej rozpoczęły przejmowanie odcinków granicy od pododdziałów Batalionów Celnych. W 1921 roku w Wejherowie stacjonował sztab 19 batalionu celnego. Proces tworzenia Straży Celnej trwał do końca 1922 roku. Inspektorat Straży Celnej „Wejherowo”, wraz ze swoimi komisariatami i placówkami granicznymi, znalazł się w podporządkowaniu Dyrekcji Ceł „Poznań”. W 1926 roku w skład inspektoratu wchodziło 5 komisariatów i 31 placówek Straży Celnej.
Rozporządzeniem ministra skarbu z 30 czerwca 1927 roku rozpoczęto reorganizację Straży Celnej. Inspektorat Straży Celnej „Wejherowo” został rozwiązany, a komisariaty weszły w skład nowego inspektoratu granicznego .

## Służba graniczna
Sąsiednie inspektoraty
- Inspektorat Straży Celnej „Grudziądz” ⇔ Inspektorat Straży Celnej „Kościerzyna”

## Funkcjonariusze inspektoratu
Obsada personalna w 1927:
- kierownik inspektoratu – inspektor Walenty Schech
- pomocnik kierownik inspektoratu – podkomisarz Kazimeierz Gut
- funkcjonariusze młodsi:

starszy przodownik Stanisław Doktor (485)
starszy strażnik Kazimierz Kaczor (2849)
strażnik Antoni Wardyn (3095)

## Struktura organizacyjna
Organizacja inspektoratu w 1926 roku:
- komenda – Wejherowo
- komisariat Straży Celnej „Góra”
- komisariat Straży Celnej „Tyłowo”
- komisariat Straży Celnej „Krokowo”
- komisariat Straży Celnej „Puck”
- komisariat Straży Celnej „Chylonia”